# Kelly
För andra betydelser, se Kelly (olika betydelser).
Namnet Kelly kommer ursprungligen från Irland. Det är såväl pojknamn och flicknamn som efternamn och har uppstått genom att olika keltiska namn anpassats till engelskt uttal och stavning. Namnet Kelly blev mycket populärt i USA under 1990-talet då en rollfigur i TV-serien Beverly Hills 90210 bar det.

## Personer med efternamnet Kelly

### A
- Alan Kelly (född 1968), irländsk-engelsk fotbollsmålvakt
- Andrew Kelly (född 1984), engelsk fotbollsspelare

### B
- Barry Kelly (född 1954), amerikansk kanotist
- Brendan Kelly, flera personer
  - Brendan Kelly (musiker) (född 1976), amerikansk basist och sångare
  - Brendan Kelly (skådespelare) (född 1964), irländsk skådespelare

### C
- Cathy Kelly, irländsk författare och journalist
- Chris Kelly (född 1980), kanadensisk ishockeyspelare
- Claude Kelly , amerikansk låtskrivare och producent

### D
- Darkey Kelly (död 1761), irländsk bordellägare och påstådd mördare
- Daniel Kelly, flera personer
  - Daniel Kelly (friidrottare) (1883–1920), amerikansk längdhoppare
  - Daniel Kelly (kampsportare) (född 1977), australisk MMA-utövare
- David Kelly –flera personer
  - David Kelly (fotbollsspelare) (född 1965), irländsk-engelsk fotbollsspelare och tränare
  - David Kelly (mikrobiolog)  (1944–2003), brittisk mikrobiolog och vapenexpert
  - David Kelly (skådespelare) (1929–2012), irländsk skådespelare
  - David Patrick Kelly (född 1951), amerikansk skådespelare
- Dean Lennox Kelly (född 1975), brittisk skådespelare

### E
- Ellsworth Kelly (1923–2015), amerikansk målare
- Erin Kelly (född 1981), amerikansk skådespelare

### F
- Fiona Kelly, brittisk författarpseudonym
- Fred Kelly (1891–1974), amerikansk häcklöpare

### G
- Gary Kelly (född 1974), irländsk fotbollsspelare
- Gene Kelly (1912–1996), amerikansk, dansare, skådespelare och regissör
- Grace Kelly (1929–1982), amerikansk skådespelare, furstinna av Monaco
- Grace Kelly (musiker) (född 1992). amerikansk saxofonist och sångerska

### H
- Harry Kelly (1895–1971), amerikansk politiker, republikan, guvernör i Michigan

### J
- James Fitzmaurice-Kelly (1857–1923), brittisk litteraturhistoriker
- James K. Kelly (1819–1903), amerikansk politiker, demokrat, senator för Oregon
- James M. Kelly (född 1964), amerikansk astronaut
- Jamill Kelly (född 1977), amerikansk brottare
- Jill Kelly (född 1971), amerikansk porrskådespelerska (artistnamn)
- Jim Kelly – flera personer
  - Jim Kelly (amerikansk fotboll) (född 1960), amerikansk spelare av amerikansk fotboll
  - Jim Kelly (författare) (född 1957), brittisk författare och journalist
  - Jim Kelly (skådespelare) (1946–2013), amerikansk kampsportare, tennisspelare och skådespelare
- John Kelly – flera personer
  - John Kelly (läkare) (1726–1772), engelsk läkare
  - John Bob Kelly (född 1946), kanadensisk ishockeyspelare
  - John-Edward Kelly (1958–2015), amerikansk saxofonist och dirigent
  - John F. Kelly (född 1950), amerikansk general i marinkåren, minister för inrikes säkerhet
- Johnny Kelly (född 1968), amerikansk trumslagare
- Junior Kelly (född 1969), jamaicansk reggaesångare

### K
- Katherine Kelly (född 1979), brittisk skådespelare
- Kevin Kelly (född 1952), amerikansk författare och tidningsman

### L
- Laura Kelly (född 1950), amerikansk politiiker, demokrat, guvernör i Kansas
- Laura Michelle Kelly  (född 1981), brittisk skådespelare och sångerska
- Lisa Kelly (född 1977), irländsk sångerska
- Lisa Robin Kelly (1970–2013), amerikansk skådespelare
- Luke Kelly (1940–1984), irländsk folkmusiker

### M
- Machine Gun Kelly (1895–1954), amerikansk gangster
- Malcolm David Kelley (född 1992), amerikansk skådespelare och sångare
- Margaret Kelly (1910–2004), irländsk dansare och koreograf
- Margaret Kelly (simmare) (född 1956), engelsk simmare
- Mark Kelly (född 1961), irländsk musiker
- Mark E. Kelly (född 1964), amerikansk astronaut
- Martin Kelly (född 1990), engelsk fotbollsspelare
- Mary Kelly (författare) (född 1927), skotsk kriminalförfattare
- Mary Jane Kelly  (omkring 1863–1888), brittisk prostituerad, mordoffer
- Megyn Kelly (född 1970), amerikansk politisk kommentator
- Michael Kelly (född 1969), amerikansk skådespelare
- Minka Kelly (född 1980), amerikansk skådespelare
- Moira Kelly  (född 1968), amerikansk skådespelare

### N
- Nancy Kelly (1921–1995), amerikansk skådespelare
- Natália Kelly (född 1994), österrikisk sångerska
- Ned Kelly (1854–1880), australisk brottsling

### P
- Patsy Kelly (1910–1981), amerikansk skådespelare
- Petra Kelly (1947–1992), tysk politiker och fredsaktivist, en av grundarna av Die Grünen

### R
- R. Kelly (född 1967), amerikansk sångare, låtskrivare och musikproducent
- Red Kelly (född 1927), kanadensisk ishockeyspelare och tränare
- Richard Kelly (född 1975), amerikansk filmregissör och författare
- Rick Kelly (född 1983), amerikansk racerförare
- Rob Kelly (född 1964), engelsk fotbollstränare
- Ruth Kelly (född 1968), brittisk politiker, (labour)

### S
- Sam Kelly (brittisk skådespelare) (1943–2014)
- Sarah Kelly (född 1976), amerikansk kristen sångerska
- Scott J. Kelly (född 1964), amerikansk astronaut
- Sean Kelly – flera personer
  - Sean Kelly (cyklist) (född 1956), irländsk tävlingscyklist
  - Sean Kelly (sångare) (född 1970), engelsk-svensk sångare, skådespelare och sångpedagog
- Shane Kelly (född 1972), australisk tävlingscyklist
- Stephen Kelly (född 1983), irländsk fotbollsspelare
- Steve Kelly (född 1976), kanadensisk ishockeyspelare

### T
- Thomas Kelly (1769–1854), engelsk präst och psalmförfattare
- Todd Kelly  (född 1979), australisk racerförare
- Tommy Kelly (1925–2016), amerikansk barnskådespelare
- Tony "CD" Kelly, jamaicansk musikproducent
- Trent Kelly (född 1966), amerikansk politiker, republikan, kongressrepresentant för Mississippi

### W
- Walt Kelly (1913–1973), amerikansk serietecknare
- William Kelly (1786–1834), amerikansk politiker, demokrat-republikan, senator för Alabama
- Wynton Kelly (1931–1971), amerikansk jazzpianist och kompositör

## Personer med förnamnet eller artistnamnet Kelly

### Män
- Kelly (sångare) (född 1988), albansk sångare
- Kelly Slater (född 1972), amerikansk surfare

### Kvinnor
- Kelly Clarkson (född 1982), amerikansk sångerska
- Kelly Osbourne (född 1984), brittisk sångerska och skådespelare
- Kelly Price (född 1973), amerikansk sångerska

### Fiktiva
- Kelly – en docka som är tänkt som Barbies lillasyster